# Jołki
Jołki (biał. Ёлкі; ros. Ёлки) – wieś na Białorusi, w obwodzie brzeskim, w rejonie iwacewickim, w sielsowiecie Jaglewicze.
W dwudziestoleciu międzywojennym leżały w Polsce, w województwie poleskim, w powiecie kosowskim/iwacewickim, w gminie Borki-Hiczyce/Iwacewicze. Znajdował się tu wówczas przystanek kolejowy Jałówka linii wąskotorowej Iwacewicze - Janów Poleski/Telechany (obecnie nieistniejącej).
Po II wojnie światowej w granicach Związku Sowieckiego. Od 1991 w niepodległej Białorusi.